# Байтаркинское сельское поселение
Байтаркинское се́льское поселе́ние — муниципальное образование в Ножай-Юртовском районе Чечни Российской Федерации.
Административный центр — село Байтарки.

## История
Статус и границы сельского поселения установлены Законом Чеченской Республики от 20 февраля 2009 года № 11-РЗ «Об образовании муниципального образования Ножай-Юртовский район и муниципальных образований, входящих в его состав, установлении их границ и наделении их соответствующим статусом муниципального района и сельского поселения».

## Население
| 2010  | 2012  | 2013  | 2014  | 2015  | 2016  | 2017  |
| ----- | ----- | ----- | ----- | ----- | ----- | ----- |
| 2197  | ↗2271 | ↗2360 | ↗2403 | ↗2442 | ↗2485 | ↗2525 |
| 2018  | 2019  | 2020  | 2021  | 2023  | 2024  |       |
| ↗2583 | ↗2607 | ↗2633 | ↘2630 | ↗2683 | ↗2708 |       |

## Состав сельского поселения
| № | Населённый пункт | Тип населённого пункта       | Население |
| - | ---------------- | ---------------------------- | --------- |
| 1 | Байтарки         | село, административный центр | ↗1660     |
| 2 | Татай-Хутор      | село                         | ↗537      |